# Mochasueldo
Se conoce como mochasueldo al escándalo político que involucra a congresistas peruanos que fueron denunciados por recortar el sueldo de sus trabajadores. Si bien la primera práctica de recorte de sueldo data de 1995, el escándalo ocurrió durante el período parlamentario 2021-2026. El exoficial mayor del Congreso, César Delgado Guembes, señaló que las víctimas de este escándalo son trabajadores con un contrato no permanente.
A pesar de que no poseen inmunidad parlamentaria, los denunciados pasaron por la Comisión de Ética, que no pudo procesarlos ni sancionarlos por la falta de respaldo de sus integrantes. Según Correo, de los trece congresistas denunciados en este escándalo hasta 2024, uno pasó a manos del Poder Judicial.

## Congresistas denunciados como «mochasueldos»
| Congresista           | Bancada                                                               | Acontecimientos |
| --------------------- | --------------------------------------------------------------------- | --- |
| Magaly Ruiz           | Alianza para el Progreso                                              | En marzo de 2023, en el dominical Punto Final, Carlos Marina, extrabajador de Ruiz, denunció a la parlamentaria de recortarle el sueldo. Según testimonio de Marina, el recorte era de manera mensual, siendo el dinero entregado a Jhony Romero, asesor de Ruiz,alegándose que era para una "caja chica" de la Comisión Especial de Protección a la Infancia. Sin embargo, cuando Marina solicitó acceder a la "caja chica" para una campaña benéfica, le dijeron que "no hay caja chica" y le explicaron que el dinero iba hacia Ruiz para cubrir presuntas deudas de la campaña electoral. Posterior a ello, Marina fue cesado. Luego de estallado el escándalo, el caso fue derivado a la Comisión de Ética mientras la fiscalía inició una investigación preliminar contra Ruiz por el presunto delito contra la administración pública en modalidad de concusión. Posteriormente, Romero relató que una vez producido el escándalo, Ruiz buscó al fiscal Richard Rojas para solicitarle asesoría "y ayuda para poder salvarnos de este problema". Una vez reunidos, Rojas aceptó ayudarla a cambio de que su hermano, Alex Rojas, sea contratado para su despacho, tal como sucedió en abril del mismo año durante la cual Alex Rojas ingresó a trabajar para la parlamentaria. En junio de 2023, el congreso amonestó a Ruiz con multa de 30 días de descuento de su sueldo, esto tras la propuesta de la bancada de Alianza para el Progreso de reducir la sanción ya que Ruiz se enfrentaba a una potencial suspensión de 120 días. En febrero de 2024, se archivó la denuncia contra Ruiz en el congreso. Tras las revelaciones de la reunión entre Ruiz y Rojas y la contratación de personal no calificado, la Fiscalía de la Nación presentó denuncia constitucional contra Ruiz. En mayo del mismo año, el Poder Judicial ordenó el levantamiento de las comunicaciones de la parlamentaria. |
| Katy Ugarte           | Sin bancada (anteriormente Perú Libre y Bloque Magisterial)           | En marzo de 2023, un informe de Cuarto Poder denunció que la congresista Ugarte obligó a sus trabajadores a darle una parte de su salario para pagar publicaciones en medios del Cusco para difundir sus actividades en el congreso, siendo el dinero recolectado por Wilber Felices Villafuerte. Ante ello, Roger Pando, asesor de Ugarte, admitió el aporte aunque recalcó que esto se hacía de manera voluntaria, versión que los trabajadores desmintieron. Tras conocida la denuncia, la fiscalía abrió investigación preliminar contra Ugarte por el presunto delito de concusión, a la par que la Comisión de Ética inició investigaciones en contra de la parlamentaria. En abril de 2024, la Comisión de Ética aprobó el informe que recomendaba la suspensión de la parlamentaria por 60 días. Sin embargo, el pedido de sanción no fue puesta a debate. |
| Rosío Torres          | Alianza para el Progreso                                              | En abril de 2023, en un reportaje del dominical Punto Final, se denunció que la parlamentaria Torres exigió a los empleados de su despacho para que depositen parte de su salario en la cuenta de su sobrino Juan Daniel Pérez Guerra, esto mientras era presidenta de la Subcomisión de Acusaciones Constitucionales en el período 2021-2022. Se denunció que le solicitó a alrededor de cinco trabajadores que depositaran parte de su sueldo en la cuenta de su familiar, además de ser captada borrando conversaciones de WhatsApp con su sobrino luego que los reporteros del dominical le preguntaran sobre la denuncia.Tras hecha pública la denuncia, la Comisión de Ética inició investigaciones a la congresistay, aunque César Acuña, líder de APP, anunciara su expulsión, Torres no fue expulsada del partido. En junio de 2023, Torres fue amonestada y se le impuso una multa de 30 días, a pesar de que el informe final del grupo de trabajo de la Comisión de Ética solicitara su suspensión por 120 días. La reconsideración se debió a una cuestión previa presentada por la congresista Cheryl Trigozo (por entonces integrante de Alianza para el Progreso), que propuso el cambio de sanción. En marzo de 2024, el Poder Judicial ordenó el levantamiento del secreto bancario de Torres y su sobrino, además, la Fiscalía de la Nación denunció constitucionalmente a Torres. En mayo de 2024, la Subcomisión de Acusaciones Constitucionales aprobó la denuncia presentada contra Torres por Juan Carlos Villena, Fiscal de la Nación. |
| Heidy Juárez          | Podemos Perú (anteriormente parte de Alianza para el Progreso)        | En marzo de 2023, el seminario Hildebrandt en sus Trece, dio a conocer la denuncia de cuatro trabajadores quienes acusaron a Juárez de recortar sus sueldos. Uno de estos trabajadores, Roger Saucedo, que trabajó con la congresista desde septiembre de 2021 hasta marzo de 2022, denunció el recorte de su sueldo por parte de la parlamentaria. Según Saucedo, Miguel Chafloque, asesor de Juárez, le habló sobre el recorte de sueldo a lo que aceptó, siendo entregada la mitad del sueldo a Alexis Juárez, primo de la congresista. Tras el estallido del escándalo, Juárez anunció la separación de Chafloque de su equipo. En abril de 2023, la Fiscalía de la Nación abrió investigación preliminar contra Juárez.En junio, Juárez fue amonestada por la Comisión de Ética por el recorte de sueldo, esto tras la retratación de Saucedo mediante declaración jurada a pesar de que, previamente, Saucedo confirmara ante Panorama sobre el recorte que recibió. En enero de 2024, el Poder Judicial levantó el secreto bancario de Juárez. En marzo de 2024, la Fiscalía de la Nación presentó ante el congreso una denuncia constitucional contra Juárez por el presunto delito de concusión. |
| María Cordero Jon Tay | Fuerza Popular (expulsada)                                            | En abril de 2023, a través de un reportaje en Punto Final, se denunció que la congresista Cordero Jon Tay le exigió a uno de sus trabajadores el 50% de su sueldo, aumentándose el pedido a 75%, además de que los trabajadores debían cubrir los gastos de representación de la congresista. Conocida la denuncia, Fuerza Popular, a través de su vocera Patricia Juárez, denunció a Cordero ante la Comisión de Ética, siendo, además, Cordero expulsada de dicho partido en mayo de 2023 mientras la congresista Martha Moyano presentó una denuncia constitucional en su contra. En noviembre de 2023, Patricia Benavides, entonces Fiscal de la Nación, presentó una denuncia constitucional contra Cordero. En diciembre de 2023, Cordero fue suspendida por 120 días con descuento de sus haberes tras la aprobación del informe de la Comisión de Ética. Cordero, por su parte, no acudió a la sesión del pleno del congreso alegando estar internada en una clínica local por artrosis lumbar. En marzo de 2024, se votó la inhabilitación de la congresista, sin llegar a aprobarse aunque se aprobó una resolución legislativa que declara la existencia de causa penal contra la congresista por el presunto delito contra la administración pública, además de su suspensión. Debido a la suspensión de Cordero, el Jurado Nacional de Elecciones (JNE) dejó sin efecto la credencial de Cordero siendo reemplazada por Magally Santisteban, quien juró como congresista. En abril de 2024, el Juzgado Supremo de Investigación Preparatoria formalizó la investigación contra Cordero por el recorte de sueldos. |
| Édgar Tello           | Podemos Perú (anteriormente parte de Perú Libre y Bloque Magisterial) | En mayo de 2023, a través de Punto Final, se denunció que el congresista Édgar Tello recortó el sueldo a sus trabajadores, además de hacerles comprar ollas y cucharones para actividades del congresista relacionadas las ollas comunes. Entre los denunciantes estaba una asesora que, en el momento de los hechos, se encontraba embarazada. Según su testimonio, Tello le solicitó que con su bono le comprara un proyector, acto que ella no accedió. Luego, fue cesada de su cargo aunque, debido a su estado, después fue reintegrada bajándole de nivel jerárquico. Según declaraciones de Jaime Villanueva, asesor de Patricia Benavides, Tello fue contactado por Abel Hurtado, otro asesor de Benavides, para una reunión con Villanueva. Según relató Villanueva en marzo de 2024, éste le pidió que vote a favor de la inhabilitación de Zoraida Ávalos con la condición de archivar las investigaciones en su contra, entre ellas el del caso "mochasueldo". En abril de 2024, la Comisión de Ética, luego de investigaciones previas, rechazó la denuncia de "mochasueldo" contra Tello aunque le amonestó por 60 días por solicitar ayuda a la Oficina Económica de Taipéi para donaciones. En agosto de 2024, la Fiscalía de la Nación presentó denuncia constitucional en contra del parlamentario por el referido caso. |
| Raúl Doroteo          | Acción Popular (expulsado)                                            | A través del programa Beto a saber, en Willax, María Morales, trabajadora de Doroteo, denunció el 12 de marzo de 2024 que el parlamentario le recortaba su sueldo. Según se denunció, el congresista le obligaba a entregarle el 50% de su sueldo. Además, se presentó un audio en el cual Doroteo le pedía a su asesor Nilson Tasayco que "solucion[e] eso" ya que "no me ha dado nada. Morales no me ha colaborado nada". Se denunció, amenazas en contra de Morales por parte de allegados de Doroteo. Al estallar el escándalo, la Fiscalía de la Nación inició una investigación preliminar en contra del congresista mientras que la Comisión de Ética admitió la denuncia contra Doroteo. Entre el 15 y 16 de abril de 2024, las oficinas de Doroteo fuero allanadas por la fiscalía aunque el Poder Judicial rechazó el levantamiento de sus comunicaciones, posteriormente, el 25 del mismo mes se realizó un nuevo allanamiento. Doroteo, por su parte, calificó las denuncias en su contra como un "complot". En julio del mismo año, Doroteo fue expulsado del partido Acción Popular tras el escándalo suscitado por el caso "mochasueldos". |
| María Agüero          | Perú Libre                                                            | En un reportaje emitido en agosto de 2024 por el dominical Punto Final, se denunció que la congresista Agüero se apropió del 10% del sueldo de sus trabajadores bajo el argumento de poder financiar los gastos logísticos del partido, siendo el dinero recolectado por César de la Cruz Canales, asesor de la congresista. Además, se denunció que se pagaba adicionales al 10% para diversos gastos de la congresista. Ante ello, Perú Libre anunció su respaldo a Agüero, a la par que la propia congresista negaba las acusaciones en su contra. |